# Alfred Frank de Prades
Alfred Frank de Prades (obras firmadas como A F de Prades) (24 de marzo de 1825 - 7 de julio de 1885) fue un pintor francés que trabajó en la Inglaterra victoriana. Fue un pintor de animales más conocido por sus pinturas de caballos y temas militares, las obras de Prades siguen muy de cerca la tradición del gran George Stubbs (1724-1806), un estilo que lo popularizó entre el grupo de nobles británico, que patrocinó fuertemente al artista desde alrededor de 1850 hasta su muerte en 1885.

## Vida
Alfred Frank de Prades (nombre de nacimiento: Anacharsis François Prestreau ) nació en Lunel, Hérault, Francia, hijo de un magnate naviero hugonote, Emile Jacob Pierre Marie Simon Alexandre Prades-Prestreau (Génova 1794- St Helier después 1879 ) y su esposa Pascale Victoire Garnier (Lunel, Hérault, 1806—Meulan-en-Yvelines, 1875)  La información sobre su vida hasta los 25 años es escasa, aunque está claro que se crio en Inglaterra desde los 16 años cuando su padre, Emile Prades-Prestreau abandonó a su esposa en París y se estableció en Londres, cambiando su nombre de Prestreau a Prades 

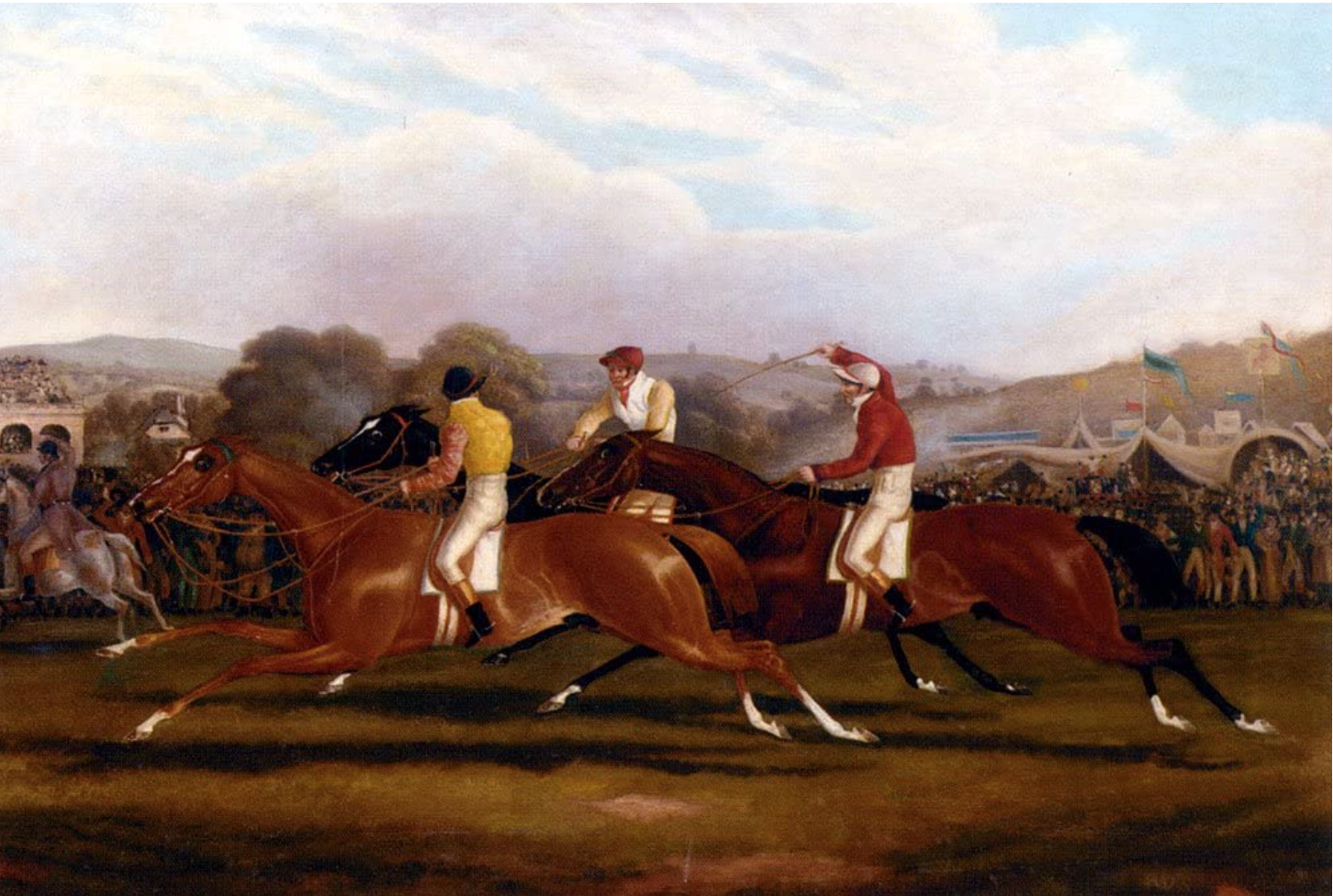
"Down the Stretch" (1838) pintado a la edad de 13 años.

No se sabe dónde con quién se formó de Prades como artista, pero ya pintaba caballos cuando tenía 13 años. Un lienzo sobreviviente pintado a esta edad, "Down the Stretch", es un estudio temprano ejecutado en 1838 que muestra su interés por los caballos, las carreras y su dominio  de la anatomía equina.
A. F. de Prades participaba habitualmente en las exposiciones de la British Institution, un grupo de artistas que se rebelaron contra el formalismo de la Real Academia de Arte. Sin embargo, de Prades fue aceptado para exponer en al menos tres exposiciones importantes en la Real Academia de Arte, comenzando con una pintura a escala monumental en 1857 (Anexo n.º 1122) "En las alturas cerca de Boulogne, 8 de septiembre de 1854: Presente: SM el Emperador Luis Napoleón; SAR el Príncipe Alberto, KG; el Duque de Newcastle, el Mariscal Vaillant, el General Lord Seaton, el General Weatherall, el Coronel Fleury, el Coronel Daniell, el Barón de Bourgoing, el Marqués de Soulongeon, el General Gray, el Coronel Biddulph, etc, etc...” y bastantes otros personajes notables a caballo (un grabado del cual también se había reproducido en el Illustrated London News en el año anterior). 
Continuó exponiendo en la Real Academia en 1861 y 1879, así como en la Royal Society of British Artists y en la Galería de Arte Walker  de Liverpool. Actualmente su obra de acceso al público se encuentra en el Museo del Ejército Nacional (10 obras asociadas ), la Galería de Arte Walker, el Museo y Galería de Arte de Bristol y la Colección Real, entre otros museos. El rey Eduardo VII encargó a de Prades una pintura de su caballo de carreras “Fairplay”, ganador de la Copa Household Brigade de 1882 en Sandown, consolidando aún más su patrocinio por parte de la clase alta del Reino Unido. Está registrado que “Fairplay” estuvo colgado en el Palacio de Buckingham en 1909 y todavía forma parte de la Colección Real.
Soltero, Alfred Frank de Prades vivía en la zona de Covent Garden de Londres, pero viajaba mucho ya que la mayoría de sus pinturas eran encargos de la nobleza para que los pintara a ellos y a sus caballos, así como a militares que querían ser pintados en el campo. Paradójicamente el pintor murió repentinamente como resultado de una caída de un cabriolé, fracturándose el cráneo, el 7 de julio de 1885 a la edad de 60 años frente a su casa en Londres en el número 8 de Southampton Street, y está enterrado con su hermano menor Henri y su cuñada Annie Boles de Prades en el cementerio de Kensal Green de Londres.
Alfred Frank de Prades estuvo involucrado en los disturbios electorales de Nottingham en abril de 1865 cuando se alojaba con Sir Robert Juckes Clifton en Clifton Hall, Nottingham, para asistir a una fiesta en su casa y para pintar a Lady Clifton y a su caballo. Sir Robert, que en ese momento se presentaba a las elecciones parlamentarias, fue acusado de fomentar los disturbios para vengarse de su rival por el escaño. De Prades, a quien se interrogó sobre su participación, declaró en las audiencias que él y Sir Robert tenían una apariencia prácticamente idéntica y que la similitud puede haber provocado confusión entre los testigos. Sir Robert fue absuelto de los cargos y de Prades no fue implicado ni acusado formalmente.

## Galería de obras representativas

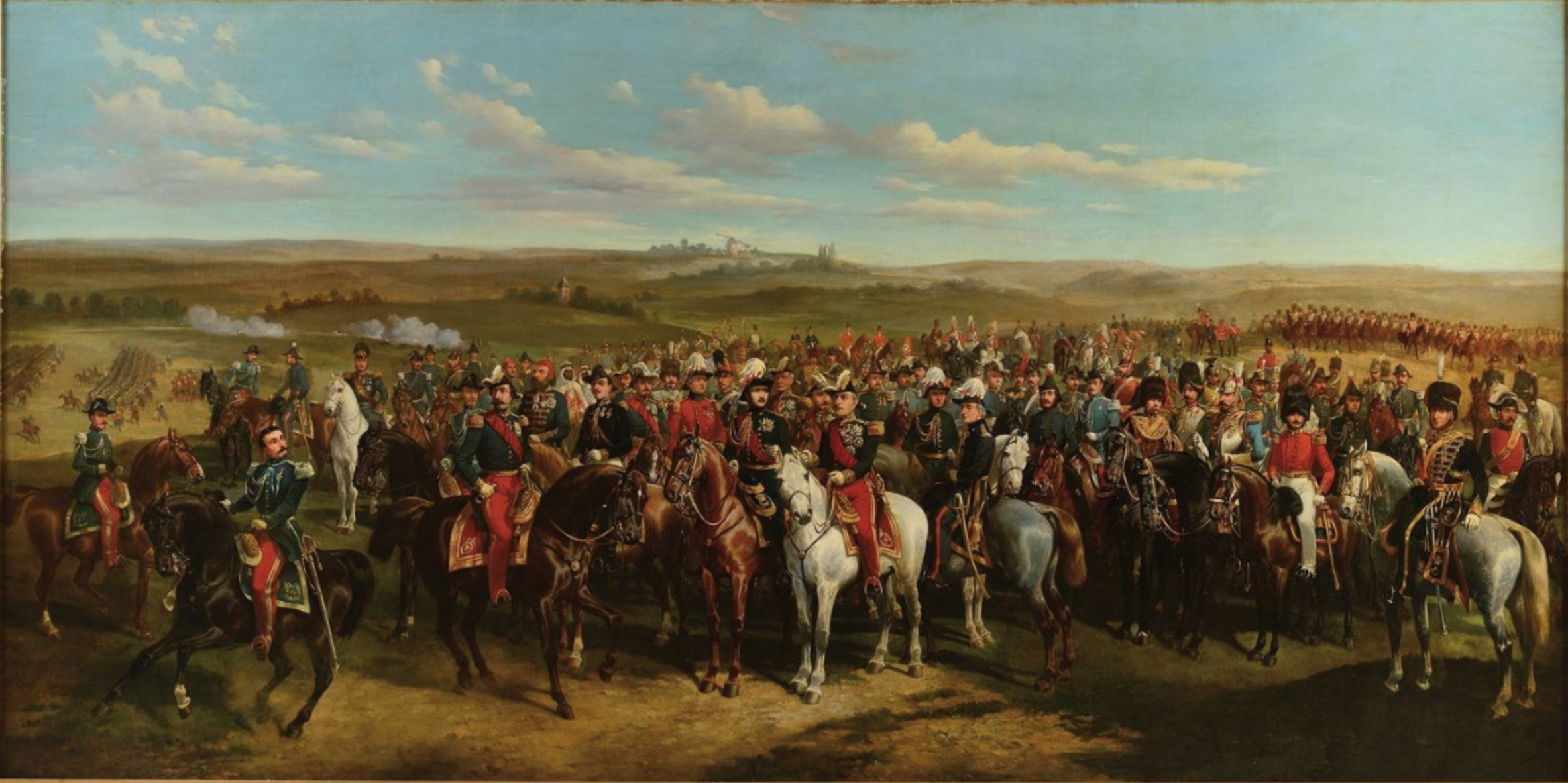
"The meeting of Prince Albert and Emperor Napoleon III on the Heights of Boulogne, 8 September 1854",  Colección de Christopher Forbes.
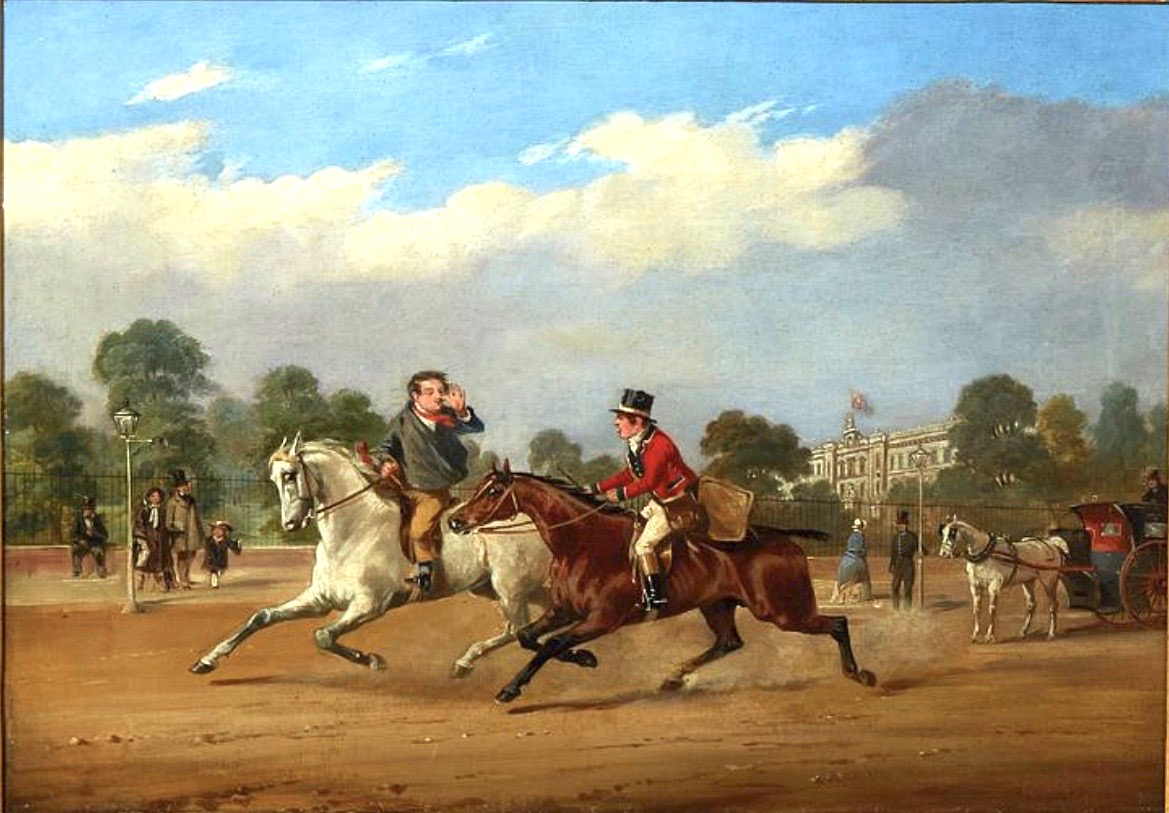
“Contempt for the Post Boy” (1851), Private collection in South Carolina.
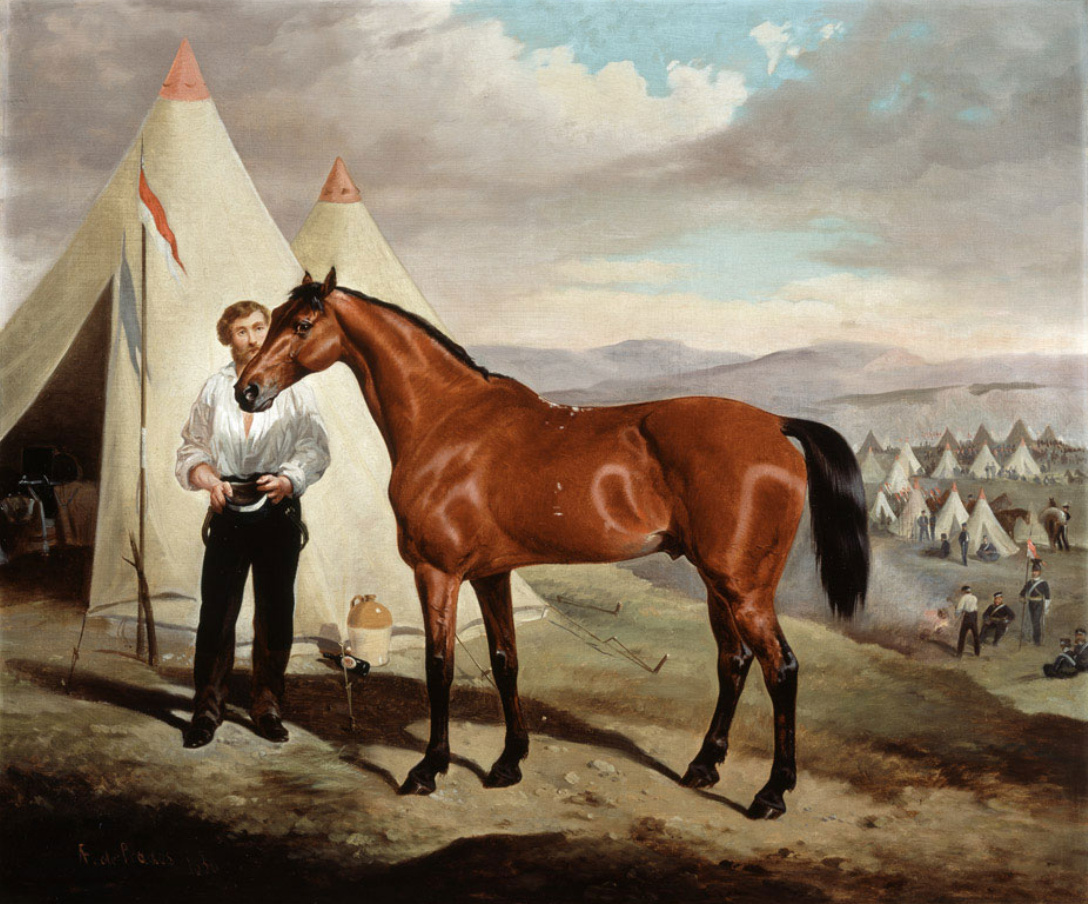
“Sir Briggs” (after 1854) the famous warhorse of Charles Morgan, Baron Tredegar (después Viscount Tredegar)  Charge of the Light Brigade (Royal Army Museum)
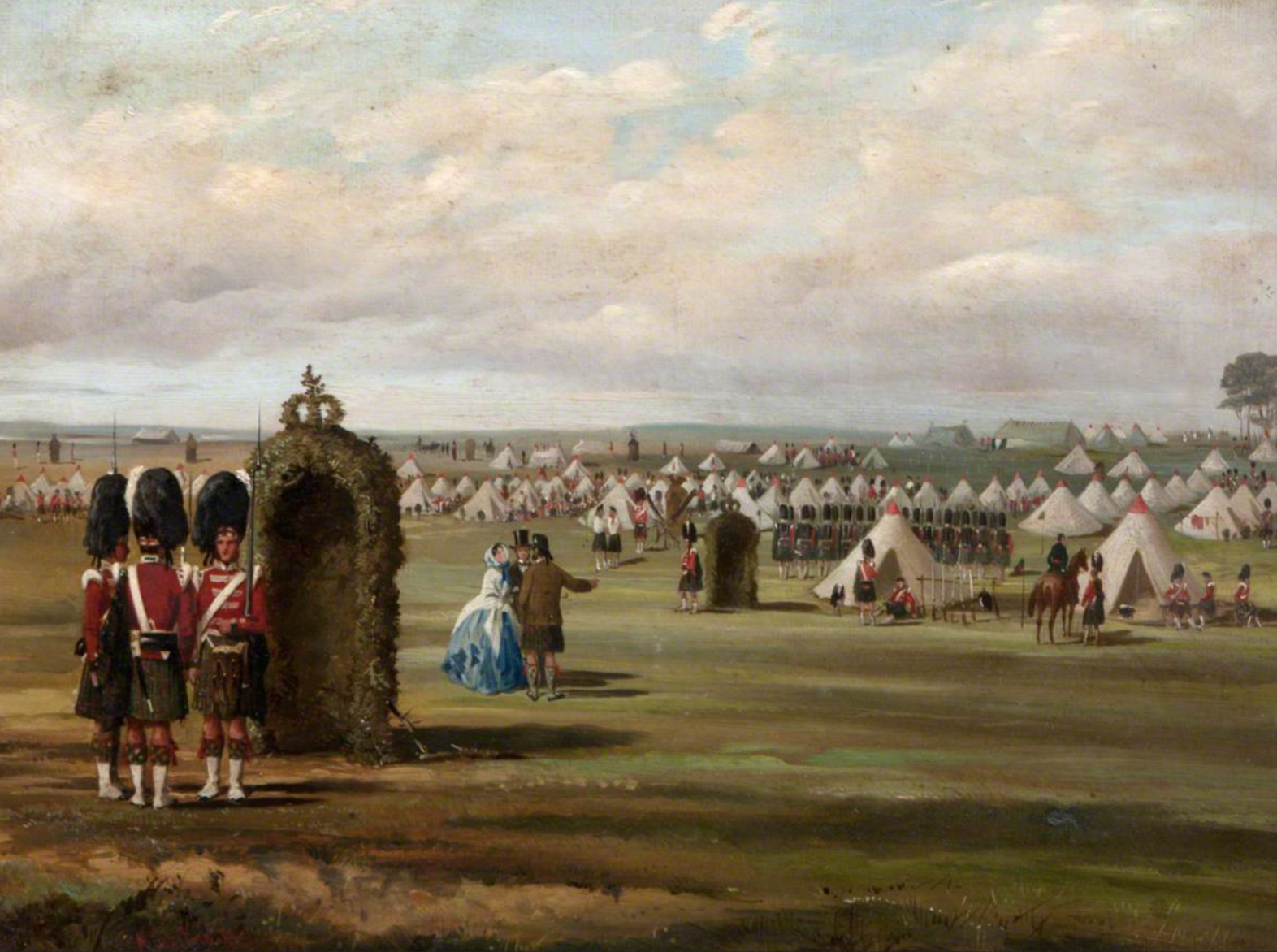
"79th Regiment at Chobham Camp,1853"  El campamento de Chobham (Surry) fue el primer campo de maniobras militar en la guerra de Crimea en 1853. De Prades se unió a miles de visitantes, incluida la reina Victoria, para representar este evento a través de varios bocetos y acuarelas que se convirtieron en grabados. Actualmente en la colección del Highlanders Museum (Ardersier, Inverness, Escocia)
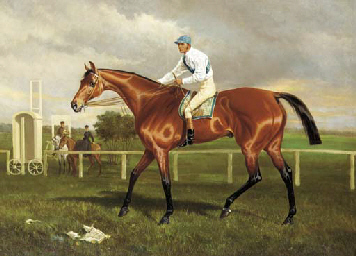
"Robert the Devil (horse)" (1881)  Uno de los mejores caballos de carreras del siglo XIX, ganador del Gran Premio de París, el Premio St-Léger y la Copa de Oro de Ascot de 1881.